# Калемие (аэропорт)
Аэропорт Калемие (фр. Aéroport de Kalemie) (ИАТА: FMI, ИКАО: FZRF) — расположен к северу от города Калемие, провинция Танганька, на юго-востоке Демократической Республики Конго.